# Raymond Heiners
Raymond Heiners (* 15. Dezember 1962) ist ein belgischer Politiker der freien Bürgerliste ProDG („Pro Deutschsprachige Gemeinschaft“). Seit 2022 ist er Mitglied im Parlament der Deutschsprachigen Gemeinschaft in Belgien.

## Leben
Nach dem Abitur 1981 und dem Militärdienst 1982 stieg Heiners in das Bankwesen ein. Von 1984 bis 2023 arbeitete als Kundenbetreuer im Private Banking beim Finanzunternehmen KBC. Seit 2023 ist er als unabhängiger Vermögensberater tätig.
Heiners ist seit 2019 Mitglied im Vorstand von ProDG. Seit 2022 ist er für diese Partei Mitglied im Parlament der Deutschsprachigen Gemeinschaft und ist dort zuständig für den Ausschuss I für allgemeine Politik, lokale Behörden, Raumordnung, Wohnungswesen, Energie, nachhaltige Entwicklung, Finanzen und Zusammenarbeit.